# Stefan Mossor

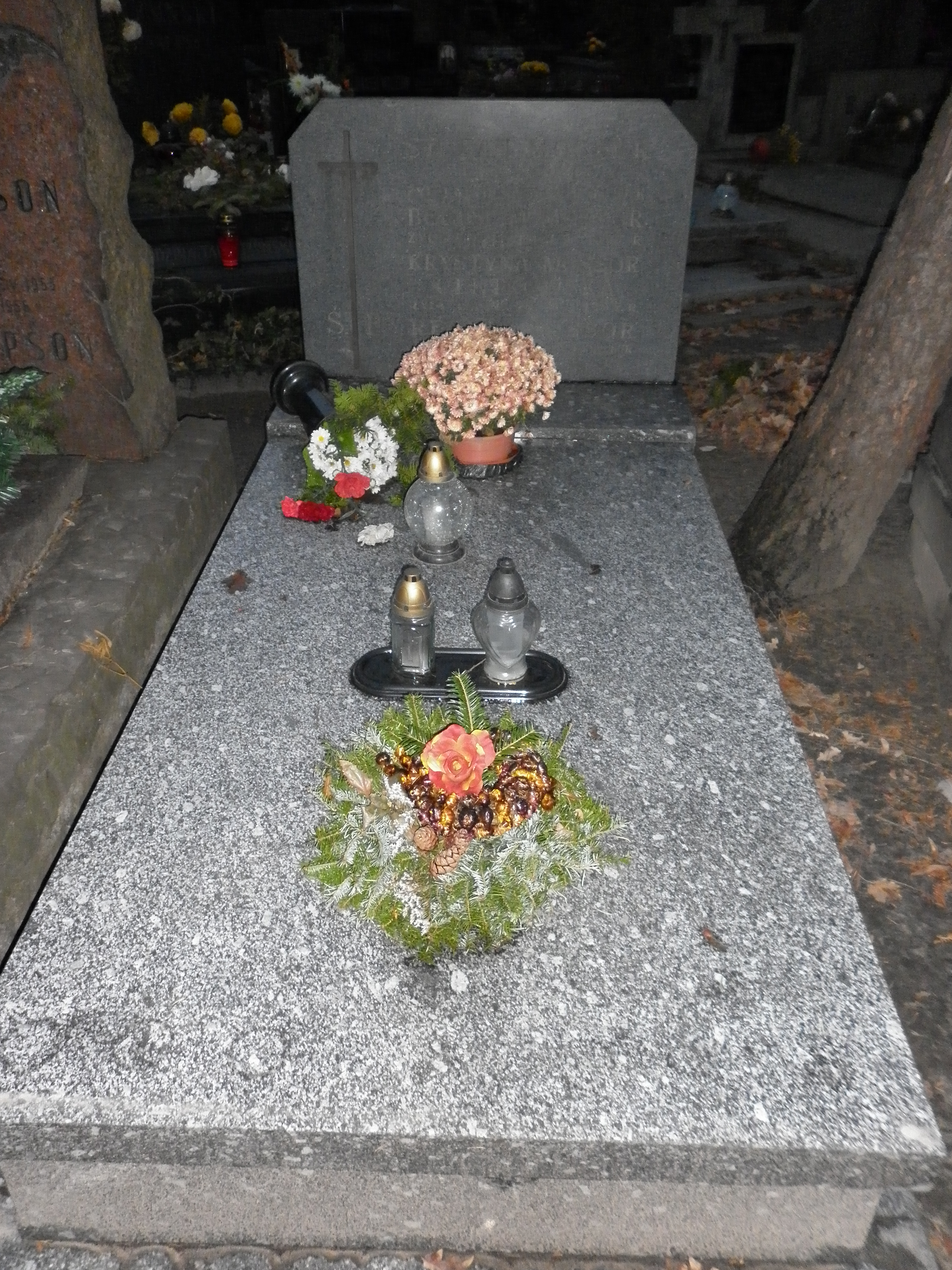
Grób Stefana Mossora na Wojskowych Powązkach

Stefan Adolf Mossor (ur. 23 października 1896 w Krakowie, zm. 22 września 1957 w Warszawie) – generał dywizji ludowego Wojska Polskiego, teoretyk sztuki wojennej, twórca jednego z planów wojny obronnej Polski z Niemcami, zastępca szefa Sztabu Generalnego WP (1946–1949), więzień stalinowski.

## Życiorys

### Młodość
Urodził się w rodzinie inteligenckiej 23 października 1896. Jego rodzicami byli Kazimierz i Józefa Konstancja Kretschmer. Miał dwóch braci Stanisława i Tadeusza (1898–1929). Był wychowywany w rodzinie o tradycjach patriotycznych. Naukę w szkole średniej rozpoczął w jednym z lwowskich gimnazjów. W latach 1908–1914 kontynuował naukę w Jarosławiu. Kształcił się w tamtejszym C.K. I Gimnazjum, kończąc VII klasę w 1914 (w jego klasie był Stanisław Trojan). Przed wybuchem I wojny światowej dostał się na studia na Akademię Leśną w Wiedniu.

### I wojna światowa
Po wybuchu I wojny światowej został skierowany do hufca zapasowego, przemianowanego następnie na 2 pułk piechoty. Został przetransportowany w kierunku Rusi Zakarpackiej. Oddział, w którym służył, pierwszą bitwę stoczył 23 października na terenie Galicji. 29 października jego oddział stoczył bitwę pod Mołotkowem, w trakcie której Stefan Mossor został ranny. Za zasługi podczas bitwy został awansowany do stopnia chorążego. 4 listopada postrzelił się w dłoń i został oddelegowany do pełnienia funkcji telefonisty. Cztery dni później został odesłany do szpitala. 4 grudnia 1914 wstąpił do kawalerii. W lipcu 1915 roku służył w 2 szwadronie 2 pułku ułanów. Był żołnierzem pododdziału, który przebył kampanię karpacką. Wiosną 1915 walczył na Bukowinie. 13 czerwca 1915 szwadron przeprowadził szarżę pod Rokitną. Następnie trafił do Rarańczy, gdzie nastąpił zastój w walkach. 30 września świętował rocznicę wymarszu z Krakowa. W październiku został przerzucony na Wołyń. Podczas pierwszej dekady listopada służył na rzecz walczącego pod Lisowem i pod Kostiuchnówką 3 pułku II Brygady. Podczas jednego z patroli doznał kontuzji lub został ranny. Na początku grudnia 1915 znalazł się w szpitalu. 10 lutego 1916 odszedł do Stacji Zbrojnej Legionów Polskich do Przemyśla. Został wycofany do strefy przyfrontowej. 10 października przybył pod Baranowicze. Po ogłoszeniu aktu 5 listopada odbył kolejną podróż na ziemie Królestwa Polskiego. Pełnił służbę w oddziale sztabowym. W lutym 1917 został patrolowym. 12 marca został oddelegowany do 6 szwadronu 2 pułku ułanów. Wykonywał zadania służby garnizonowej. W maju został awansowany do stopnia kaprala. Po kryzysie przysięgowym pozostał w szeregach 2 pułku ułanów i stanął w Medyce. Na początku 1918 znalazł się w szpitalu. 25 stycznia pełnił służbę w 1 szwadronie będącym pododdziałem pieszym 2 pułku ułanów. W lutym 1918 doszło do buntu, na skutek którego Mossor został internowany i odesłany do Włoch przez Austriaków. Według dokumentów znalazł się w miejscowości Moline, został wcielony do 6 pułku ułanów i dowodził plutonem. W marcu otrzymał urlop do Jarosławia. W sierpniu został wysłany do szkoły oficerów kawalerii w Stockerau. W kolejnym miesiącu przebywał w rodzinnych stronach. Podczas walk z Ukraińcami zaciągnął się do nowo utworzonego szwadronu, a także przedarł się przez zajętą przez Ukraińców wieś Potylicz. Po wykonaniu rozkazu dowódca wystąpił o nadanie mu Orderu Virtuti Militari.

### Dwudziestolecie międzywojenne
Po odzyskaniu niepodległości służył w Wojsku Polskim. W styczniu 1919 został awansowany na stopień oficerski. Został przydzielony na etat w 11 pułku ułanów w szwadronie zapasowym pułku znajdującym się w Mińsku Mazowieckim. Półtora miesiąca później przydzielono go do Armii Polskiej we Francji pod dowództwem generała Józefa Hallera. 7 lipca zameldował się w dowództwie i sztabie armii w Krakowie. W czerwcu zajął się formowaniem V dywizjonu syberyjskiego. Podczas wojny polsko-bolszewickiej dowodził 1 szwadronem 4 pułku strzelców konnych.
Rok 1921 rozpoczął jako student Politechniki Lwowskiej. Zostały mu zaliczone 4 semestry. Jako rezerwista na własną prośbę poddał się weryfikacji. Został zweryfikowany jako porucznik, następnie powrócił do 6 pułku strzelców konnych w Hruszowie. Pod koniec lutego ubiegał się o przeniesienie z 6 pułku strzelców konnych do 3 pułku szwoleżerów. 20 kwietnia tego samego roku otrzymał przydział do pułku szwoleżerów. Na skutek reorganizacji Mossor trafił do Płocka. 11 maja został czasowo zastępcą dowódcy 2 szwadronu. 17 stycznia 1922 został przeniesiony na stanowisko pełniącego obowiązki dowódcy 3 szwadronu. 8 marca objął również adiunkturę pułku. 3 sierpnia 1922 otrzymał awans na rotmistrza z lokatą 329. 4 listopada tego samego roku ożenił się z Marią Topczewską. Następnie został oddelegowany do Centralnej Szkoły Jazdy do Grudziądza.
W latach 1921–1927 dowodził szwadronem w 3 pułku Szwoleżerów Mazowieckich w Suwałkach. W latach 1927–1928 był słuchaczem Wyższej Szkoły Wojennej w Warszawie. Po pierwszym roku nauki, w drodze wyróżnienia, w stopniu majora, skierowany z dniem 25 października 1928 na dwuletni normalny kurs w École Supérieure de Guerre w Paryżu. Po ukończeniu studiów i uzyskaniu tytułu naukowego oficera dyplomowanego z 1 listopada 1930 został przydzielony do Wyższej Szkoły Wojennej na stanowisko wykładowcy. W styczniu 1934 został przeniesiony do 10 pułku strzelców konnych w Łańcucie na stanowisko zastępcy dowódcy pułku. 15 września 1935 powrócił do Wyższej Szkoły Wojennej.
We wrześniu 1937 marszałek Edward Śmigły-Rydz, na prośbę gen. bryg. Tadeusza Kutrzeby, przydzielił go do jego sztabu na stanowisko I oficera sztabu generała do prac przy GISZ. Od 14 listopada 1937 do 10 stycznia 1938 pod kierownictwem generała Kutrzeby opracował Studium planu strategicznego Polski przeciw Niemcom (do czasu odnalezienia i opublikowania rękopisu studium, nazywanego wówczas „memorandum gen. Kutrzeby”, jego autorstwo przypisywano mylnie Tadeuszowi Kutrzebie). Był autorem publikacji Sztuka wojenna w warunkach nowoczesnej wojny (3 wydania: 1938, 1945, 1986).
W lutym 1939 został odznaczony francuskim Krzyżem Oficerskim Legii Honorowej. 10 marca 1939 został odsunięty od planowania operacyjnego i objął stanowisko dowódcy 6 pułku strzelców konnych. 27 sierpnia został przydzielony do Armii „Łódź”.

### II wojna światowa
Uczestnik wojny obronnej w 1939 w stopniu podpułkownika dyplomowanego, jako dowódca 6 pułku strzelców konnych im. Hetmana Wielkiego Koronnego Stanisława Żółkiewskiego w Kresowej Brygadzie Kawalerii. 11 września został wzięty do niewoli niemieckiej. Został skierowany do Rawy Mazowieckiej, a następnie do obozu przejściowego w Görlitz (Stalag VIII A). Przez pierwszy miesiąc do połowy października pełnił rolę starszego bloku A. Następnie trafił do obozu II A w Prenzlau. Pod koniec lutego 1941 został przeniesiony do Neubrandenburga.
W czasie pobytu w oflagu w Neubrandenburgu 17 kwietnia 1943 wraz z grupą polskich oficerów został przywieziony przez Niemców do Katynia, gdzie zostały odkryte masowe groby ofiar zbrodni katyńskiej. Został tam zapoznany z masowymi grobami polskich oficerów więzionych wcześniej w obozie w Kozielsku. Na podstawie tego pobytu Stefan Mossor sporządził raport z 23 sierpnia 1943, który przekazał Naczelnemu Wodzowi. Po powrocie z Katynia odsunął się od życia obozowego. 11 czerwca został przeniesiony do Oflagu 8 we Frauenbergu pod Lübben. Po przyjeździe podjął starania o odesłanie do Neubrandenburga, przestał wychodzić na apele. 4 sierpnia 1943 został odesłany do Neubrandenburga. W styczniu 1944 został przeniesiony do Oflagu II D Gross-Born. Zabezpieczając się przed zarzutami o kolaborację z Niemcami, sporządził i zakopał na terenie obozu odpisy memoriałów. Z obozu został uwolniony w lutym 1945 przez żołnierzy z 18 Pułku Piechoty 1 Armii Wojska Polskiego w czasie walk o przełamanie Wału Pomorskiego. Obóz Gross Born opuścił jako ostatni.

### Po II wojnie światowej
W lutym 1945 zgłosił się do służby w ludowym Wojsku Polskim. Obejmował kolejno stanowisko zastępcy szefa sztabu 1 Armii WP, potem zastępcy dowódcy 12 Dywizji Piechoty. Z początkiem czerwca 1945 został mianowany pułkownikiem i przeniesiony do Warszawy, gdzie został zastępcą szefa I Oddziału Sztabu Generalnego, a potem przewodniczącym Komisji Weryfikacyjnej Wojska Polskiego. We wrześniu 1945 został szefem gabinetu ministra obrony narodowej, zostając awansowany do stopnia generała brygady. Wtedy też ożenił się po raz drugi z Reginą, z którą miał syna Romana (ur. 1946). Został również członkiem komitetu redakcyjnego Bellony. W styczniu 1946 objął stanowisko zastępcy szefa Sztabu Generalnego. W tym samym miesiącu ukazała się książka Sztuka wojenna w warunkach nowoczesnej wojny. Od 1947 był członkiem Polskiej Partii Robotniczej. W lutym 1947 przeprowadzał inspekcje w Wojewódzkich Komitetach Bezpieczeństwa w Katowicach, Krakowie i Lublinie, po których zaproponował, aby jeszcze wiosną 1947 rozpocząć akcję przesiedleń ludności ukraińskiej na Ziemie Zachodnie. Propozycję tę powtórzył 27 marca na posiedzeniu Państwowej Komisji Bezpieczeństwa, aby ludność ukraińską z województwa rzeszowskiego wysiedlić na zachód Polski. Mossor był dowódcą powołanej w celu przesiedlenia ludności ukraińskiej Grupy Operacyjnej „Wisła” liczącej 19 335 żołnierzy, około 700 milicjantów, kilkudziesięciu funkcjonariuszy UB, oddział Służby Ochrony Kolei liczący 874 ludzi, jedna eskadra 10 samolotów Po-2, 1 Douglas, 4 pociągi pancerne 10 drezyn pancernych. Kiedy 24 kwietnia 1947 prezydium rządu podjęło uchwałę w sprawie Akcji „Wisła” – otrzymał od ministra obrony narodowej marszałka Michała Roli-Żymierskiego nominację na Pełnomocnika Rządu do Spraw Akcji Przesiedlenia Ludności Ukraińskiej i Walki z UPA. Chociaż w dyrektywie nr 7 marszałek Żymierski jasno poinstruował gen. Mossora, że głównym celem Akcji „Wisła” są przesiedlenia, a bezpośrednia walka z UPA jest celem ubocznym, drugorzędnym to w rezultacie tej akcji UPA straciła około 70% stanu osobowego i bazę zaopatrzeniową (praktycznie całą siatkę cywilną) na Rzeszowszczyźnie. W uznaniu zasług został 22 lipca 1947 mianowany został generałem dywizji, po czym objął stanowisko dowódcy V Okręgu Wojskowego w Krakowie. Pod koniec 1949 został przeniesiony na stanowisko szefa Biura Studiów przy MON.
Generał w okresie powojennym często uczestniczył w oficjalnych uroczystościach. Zgodnie z jego wytycznymi zostały zmienione metody walki z podziemiem antykomunistycznym.
13 maja 1950 aresztowany pod zarzutem antypaństwowego „spisku w wojsku” (m.in. wraz ze gen. Stanisławem Tatarem i Jerzym Kirchmayerem). Oskarżano go o to, że w czasie II wojny światowej działał na szkodę państwa i narodu polskiego, sporządzając memoriały, w których „nakreślił projekt faszystowskiej Polski pod protektoratem hitlerowskich Niemiec”, a po 1945 prowadził – wraz z gen. Tatarem, gen. Kirchmayerem, gen. Hermanem, płk. Utnikiem, płk. Jureckim, płk. Nowickim oraz kmdr ppor. Wackiem – działalność szpiegowską skierowaną przeciwko państwu ludowemu. 13 sierpnia 1951 w tzw. „procesie generałów” Najwyższy Sąd Wojskowy, w składzie ppłk Roman Waląg, ppłk Roman Bojko i mjr Teofil Karczmarz, uznał go winnym zarzucanych czynów i skazał na dożywotnie więzienie i degradację. W 1951 wszystkie jego prace zostały wycofane z polskich bibliotek oraz objęte cenzurą. W więzieniu poddawany brutalnym torturom, jednak śledczym nie udało się go złamać i zmusić do obciążenia zarzutami innych, przede wszystkim gen. Wacława Komara i marsz. Żymierskiego. Karę Mossor odbywał w Zakładzie Karnym we Wronkach. 10 grudnia 1955 Rada Państwa skorzystała z prawa łaski i zamieniła karę dożywocia na 15 lat więzienia. Najwyższy Sąd Wojskowy udzielił Mossorowi rocznej przerwy w odbywaniu kary i 13 grudnia 1955 opuścił więzienie. 24 kwietnia 1956 jego sprawa została wznowiona, w efekcie czego postępowanie zostało umorzone, a generała prawnie zrehabilitowano. Po przemianach polskiego października, w listopadzie 1956 powrócił do służby wojskowej, obejmując ponownie stanowisko szefa Biura Studiów przy MON.
Zmarł na serce w Warszawie 22 września 1957, został pochowany na Cmentarzu Wojskowym na Powązkach kwatera A30 2 półkole grób 11. Dowództwo LWP reprezentowali na pogrzebie wiceminister obrony narodowej gen. Janusz Zarzycki i szef Sztabu Generalnego gen. Jerzy Bordziłowski, gen. bryg. Adam Czaplewski oraz gen. bryg. Wojciech Jaruzelski. Z powodu wizyty w Chinach w uroczystościach nie wziął udziału minister obrony narodowej gen. Marian Spychalski.

## Życie prywatne
Mieszkał w Warszawie. Był dwukrotnie żonaty, od 1922 z Marią z domu Topczewską (zmarłą w 1940), z którą miał syna, a od 1945 z Reginą Ramułt z domu Boufałł (1912–1996), z którą miał syna i córkę oraz pasierba.

## Ordery i odznaczenia
- Krzyż Srebrny Orderu Virtuti Militari (21 lipca 1946)[67]
- Krzyż Niepodległości (6 czerwca 1931)[68]
- Order Krzyża Grunwaldu III klasy (1945)
- Krzyż Kawalerski Orderu Odrodzenia Polski (11 listopada 1937)[69]
- Krzyż Walecznych (trzykrotnie, po raz 1 i 2 w 1923)[70]
- Złoty Krzyż Zasługi (11 listopada 1934)[71]
- Srebrny Krzyż Zasługi (10 listopada 1928)[72]
- Medal Pamiątkowy za Wojnę 1918–1921
- Medal Dziesięciolecia Odzyskanej Niepodległości
- Medal za Warszawę 1939–1945 (1946)
- Medal za Odrę, Nysę, Bałtyk (1946)
- Srebrny Medal za Długoletnią Służbę (1938)
- Odznaka Grunwaldzka
- Komandor Orderu Legii Honorowej (Francja)
- Oficer Orderu Legii Honorowej (Francja, 1939)
- Order Partyzanckiej Gwiazdy I klasy (Jugosławia, 1947)
- Krzyż Wojenny Czechosłowacki 1939 (Czechosłowacja)
- Krzyż Zasługi II klasy (Węgry, 1935)